# Sultan Kösen
Sultan Kösen (Mardin, Turquia; 10 de desembre de 1982) és un agricultor turc que ostenta el rècord mundial Guinness per ser l'home viu més alt, amb 2 metres i 51 centímetres. El creixement de Kösen es deu a les condicions de gegantisme i acromegàlia, causades per un tumor que afecta la seva glàndula pituïtària. A causa de la seva condició, utilitza crosses per caminar. Nascut en una família kurda a la ciutat del sud-est de Mardin, és el setè home més alt de la història.

## Biografia
Kösen, un turc d'origen ètnic kurd, va néixer a Mardin, ciutat del sud-est de Turquia.A causa de la seva alçada, Kösen no va poder completar la seva educació, sinó que va treballar a temps parcial com a agricultor. Descriu els avantatges de ser alt com poder veure a gran distància i poder ajudar la seva família en tasques domèstiques com canviar bombetes i penjar cortines. Entre els desavantatges, esmenta la impossibilitat de trobar roba per les seves cames de 126 centímetres i per als seus braços amb mànigues de 97 centímetres o sabates que li quedin bé, així com la dificultat per entrar en un cotxe de mida mitjana.
A partir del 2010, Kösen va rebre tractament raigs Gamma pel seu tumor pituïtari a la Facultat de Medicina de la Universitat de Virgínia i se li va subministrar medicació per controlar els seus nivells excessius d'hormona de creixement. El març de 2012 es va confirmar que el tractament havia estat eficaç per aturar el creixement de Kösen.
L'octubre de 2013, Kösen es va casar amb la siriana Merve Dibo, deu anys més jove que ell. En una entrevista, va dir que el seu major problema amb la seva dona és la comunicació, ja que ell parlava turc però la seva dona només parlava àrab.
El 13 de novembre de 2014, en el marc del Dia dels Rècords Mundials Guinness, Kösen va conèixer, per primera vegada, a l'home més baix del món, Chandra Bahadur Dangi, en un acte celebrat a Londres.
En 2014, Kösen es va unir al Circ Màgic de Samoa i va participar en diversos espectacles per tot el món.

## Rècords
- El 25 d'agost de 2009, el Guinness World Records va registrar l'alçada de Kösen en 246,4 cm al seu país, superant a l'anterior plusmarquista mundial, Bao Xishun, que mesurava 236,1 cm.[14] Kösen també posseeix l'actual rècord Guinness de les mans més grans, amb 27,5 cm, i el segon dels peus més grans, amb 36,5 cm (peu esquerre) i 35,5 cm (peu dret).[14]
- El 25 d'agost de 2010, segons la Universitat de Virgínia, els metges van confirmar una alçada de fins a 254,3 cm, i van afirmar que aquesta podria ser l'alçada real de Kösen, rebaixada artificialment per l'escoliosi i la mala postura.[15]
- El 9 de febrer de 2011, Kösen va tornar a ser mesurat pel Guinness World Records amb 251 cm. També van tornar a mesurar les seves mans amb 28 cm, el que va trencar el seu rècord anterior.